# RDI Video Systems
La RDI Video Systems era una società statunitense che sviluppava videogiochi, fondata da Rick Dyer originariamente con il nome Advanced Microcomputer Systems, e conosciuta per lo sviluppo di celebri videogiochi su laserdisc a cominciare dal celebre Dragon's Lair.
La sigla RDI sta per Rick Dyer Interactive.
La compagnia finì in bancarotta poco tempo dopo aver sviluppato una propria console a laserdisc mai entrata in produzione, chiamata Halcyon, che asserivano sarebbe stata a comandi vocali e avrebbe avuto una AI. Alcuni dei videogiochi pubblicati dalla RDI sono stati in seguito ripubblicati dalla Digital Leisure.

## Videogiochi
- Dragon's Lair
- Space Ace
- Thayer's Quest
- Raiders vs. Chargers
- Little Shop of Horrors
- Dragon's Lair II: Time Warp